# Nicolai Munch-Hansen

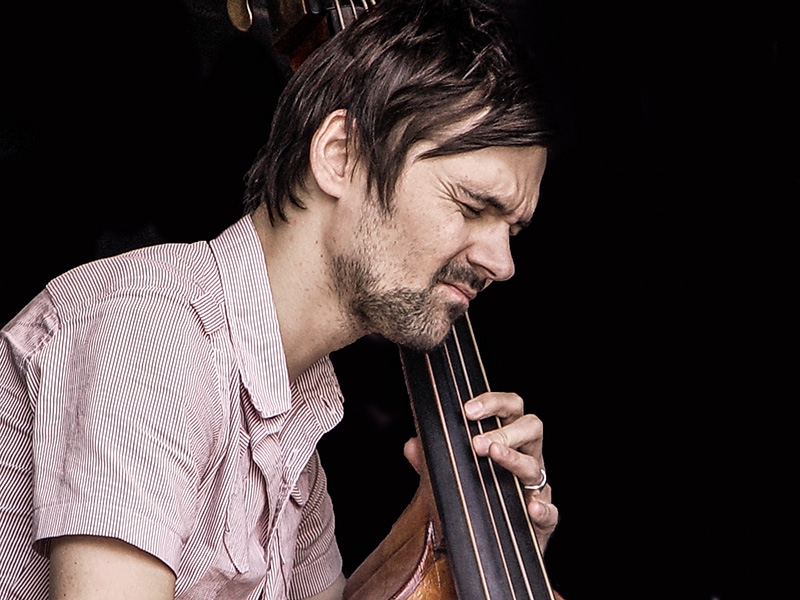
Nicolai Munch-Hansen

Nicolai Munch-Hansen (* 1977; † 20. Februar 2017) war ein dänischer Jazz- und Rockmusiker (Kontrabass, E-Bass, Komposition).

## Leben und Wirken
Much-Hansen  arbeitete ab den 1990er-Jahren in der dänischen Rock- und Jazzszene u. a. mit John Tchicai, Kresten Osgood, Nikolaj Nørlund, Tim Christensen, Jens Unmack, Caroline Henderson, Steffen Brandt, dem Brande International Music Workshop Orchestra mit Marilyn Mazur (A Story of Multiplicity, 1997), Rokia Traoré und mit Hans Ulrik, ferner in der Blues-Band seiner Frau Kira Skov. 2010 legte er sein Debütalbum Chronicles (Stunt Records) vor, an dem Jakob Bro, Søren Kjærgaard, Ned Ferm und Mads Hyhne mitgewirkt hatten. Zuletzt nahm er noch ein Album mit dem Alternative-Rock-Sänger Peter Laugesen auf. Im Bereich des Jazz war er zwischen 1996 und 2012 an elf Aufnahmesessions beteiligt.

## Diskographische Hinweise
- Hans Ulrik's Jazz & Mambo: Danish Standards (Stunt Records, 2003)
- John Tchicai / Jonas Müller / Nikolai Munch-Hansen / Kresten Osgood: Coltrane in Spring (ILK Music, 2008)
- Nicolai Munch-Hansen, Peter Laugesen: Det Flimrende Lys Over Brabrand Sø (Stunt, 20167)